# Nibas
Nibas, nižerangirani demon u paklu, zapovjednik parada i jedan od organizatora zabava i uživanja na paklenom dvoru. Prema djelu Dictionnaire Infernal Colkina de Plancyja (1793. – 1881.) zadužen je i za snove, vizije, proricanja i zanose, zbog čega ne uživa osobito poštovanje u paklu, jer ga smatraju lakrdijašem. Prikazuje ga se u ljudskom obličju s rogovima i životinjskim stopalima u raskošnom odjelu kako sjedi iza drvenog stola na koji je položena kaciga.
Moguće je da je povezan s asirskim i babilonskim božanstvom Nabuom, bogom pismenosti i mudrosti.